# 沙贾布尔
沙贾布尔（Shajapur）是印度中央邦沙贾布尔县的一个城镇。总人口50086（2001年）。

## 人口
该地2001年总人口50086人，其中男性25854人，女性24232人；0—6岁人口7643人，其中男3961人，女3682人；识字率70.38%，其中男性为77.09%，女性为63.23%。